# 2016 na música brasileira
A seguir está a lista dos eventos notáveis e lançamentos ocorridos em 2016 na música no Brasil.

## Álbuns lançados em 2016

### Janeiro
| Data | Álbum                         | Artista         | Gênero(s)                |
| ---- | ----------------------------- | --------------- | ------------------------ |
| 15   | Teresa Cristina Canta Cartola | Teresa Cristina | Música brasileira, samba |
| 19   | Como Diz o Outro              | Crombie         | MPB                      |
| 29   | Diamante Bruto                | Jads & Jadson   | Sertanejo                |

### Fevereiro
| Data | Álbum                     | Artista              | Gênero(s)                     |
| ---- | ------------------------- | -------------------- | ----------------------------- |
| 5    | Há Poder no Nome de Jesus | Apascentar de Louvor | Música cristã contemporânea   |
| 5    | Made In Roça              | Loubet               | Sertanejo                     |
| 12   | Como. Sempre Feito. Nunca | Jorge & Mateus       | Sertanejo                     |
| 12   | Ao Vivo em Jurerê - EP    | Wesley Safadão       | Forró                         |
| 15   | Eu Sarau - Parte 1        | Marcos Almeida       | MPB, folk rock                |
| 18   | Se a Canção Mudasse Tudo  | Manuela Rodrigues    | Música brasileira, Pop, Samba |
| 19   | Problema Meu              | Clarice Falcão       | Pop, MPB                      |
| 19   | Aurora Me Raiou           | Carlinhos Veiga      | MPB, jazz                     |
| 26   | Na Praia                  | Matheus & Kauan      | Sertanejo                     |

### Março
| Data | Álbum                      | Artista                    | Gênero(s)                        |
| ---- | -------------------------- | -------------------------- | -------------------------------- |
| 1    | Praieiro                   | Selvagens à Procura de Lei | Rock                             |
| 4    | Marília Mendonça - Ao Vivo | Marília Mendonça           | Sertanejo                        |
| 4    | Ao Vivo em Goiânia         | Maiara & Maraísa           | Sertanejo                        |
| 4    | Crer para Ver              | André Valadão              | Pop, Música cristã contemporânea |
| 11   | LP                         | Luiza Possi                | Pop                              |
| 18   | Novas Histórias            | Henrique & Juliano         | Sertanejo universitário          |
| 24   | As Melhores                | Naiara Azevedo             | Sertanejo                        |
| 25   | Tropix                     | Céu                        | MPB, pop, reggae                 |

### Abril
| Data | Álbum                       | Artista                 | Gênero(s)                        |
| ---- | --------------------------- | ----------------------- | -------------------------------- |
| 1    | Os Menotti no Som           | César Menotti & Fabiano | Sertanejo                        |
| 1    | Ethernize - Ao Vivo         | Thaeme & Thiago         | Sertanejo                        |
| 1    | Ressurreição: Inspiracional | Leonardo Gonçalves      | Pop, música cristã contemporânea |
| 25   | Bar do Leo                  | Leonardo                | Sertanejo                        |
| 29   | Coleção                     | Marisa Monte            | MPB                              |
| 29   | Juntos Vamos Além           | Biel                    | Pop, Synthpop, Funk melody       |
| 29   | Joelma                      | Joelma                  | Brega pop, Pop latino, Calipso   |

### Maio
| Data | Álbum                               | Artista        | Gênero(s)                |
| ---- | ----------------------------------- | -------------- | ------------------------ |
| 6    | Mahmundi                            | Mahmundi       | Pop, Indie pop, Synthpop |
| 6    | #VamoQVamo                          | Thiaguinho     | Pagode                   |
| 13   | Era Domingo                         | Zeca Baleiro   | MPB                      |
| 14   | Quem É Você?                        | Celina Borges  | Música Católica          |
| 20   | Amor Geral                          | Fernanda Abreu | Pop, Funk                |
| 27   | 3Fs                                 | Projota        | Pop rap, hip hop         |
| 27   | Acústico Oficina Francisco Brennand | O Rappa        | Rock alternativo, reggae |

### Junho
| Data | Álbum                            | Artista             | Gênero(s)                              |
| ---- | -------------------------------- | ------------------- | -------------------------------------- |
| 3    | Canções de Exílio                | Jay Vaquer          | Pop rock, Rock                         |
| 10   | De Volta pro Amanhã              | Sorriso Maroto      | Pagode romântico                       |
| 10   | O Cara Certo                     | Dilsinho            | Pagode, Samba                          |
| 13   | SML                              | Priscilla Alcantara | Indie pop, música cristã contemporânea |
| 13   | SML                              | Jota Quest          | Pop, funk rock                         |
| 17   | Proibido é Mais Gostoso          | Zé Felipe           | Sertanejo universitário                |
| 24   | Meu Canto                        | Sandy               | Pop, folk, pop rock                    |
| 24   | O Samba em Mim - Ao Vivo na Lapa | Maria Rita          | Samba                                  |

### Julho
| Data | Álbum                        | Artista              | Gênero(s)                 |
| ---- | ---------------------------- | -------------------- | ------------------------- |
| 4    | Legado                       | Brother Simion       | Rock cristão              |
| 4    | Tudo Novo de Novo            | Thiago Brava         | Sertanejo, funk carioca   |
| 8    | Melodias do Sertão - Ao Vivo | Bruna Viola          | Sertanejo                 |
| 15   | Acústico 20 Anos             | Guilherme & Santiago | Sertanejo                 |
| 15   | Feito a Mão                  | Fábio Sampaio        | Folk, música experimental |
| 22   | 50/50                        | Gusttavo Lima        | Sertanejo                 |
| 22   | Dançando na Lua              | Camisa de Vênus      | Rock                      |
| 22   | Rogério                      | Supercombo           | Rock                      |
| 22   | Duetos                       | Wesley Safadão       | Forró                     |
| 25   | Fs Studio Sessions: Vol. 1   | Fernando & Sorocaba  | Sertanejo                 |
| 29   | Acústico em Trancoso         | Ivete Sangalo        | Axé                       |

### Agosto
| Data | Álbum                           | Artista              | Gênero(s)                        |
| ---- | ------------------------------- | -------------------- | -------------------------------- |
| 2    | Carpinteiro                     | Emerson Pinheiro     | Música cristã contemporânea, pop |
| 19   | 33                              | Wanessa Camargo      | Sertanejo                        |
| 19   | Fs Studio Sessions: Vol. 1 - EP | Thaeme & Thiago      | Sertanejo                        |
| 19   | Confissões de Camarim           | Blubell              | MPB, Jazz, Pop                   |
| 26   | O Que Te Faz Bem                | Arthur Aguiar        | Pop                              |
| 26   | 40 Anos                         | Matogrosso & Mathias | Sertanejo                        |

### Setembro
| Data | Álbum                                        | Artista                 | Gênero(s)               |
| ---- | -------------------------------------------- | ----------------------- | ----------------------- |
| 2    | Agora É Que São Elas Ao Vivo (Acústico) - EP | Marília Mendonça        | Sertanejo               |
| 2    | Agora É Que São Elas Ao Vivo (Acústico) - EP | Maiara & Maraísa        | Sertanejo               |
| 16   | WS Em Casa                                   | Wesley Safadão          | Forró                   |
| 16   | Remonta                                      | Liniker e os Caramelows | Soul, MPB, pop          |
| 30   | Amanhecer Ao Vivo                            | Paula Fernandes         | Sertaneja, country, pop |

### Outubro
| Data | Álbum                 | Artista               | Gênero(s)   |
| ---- | --------------------- | --------------------- | ----------- |
| 21   | A Danada Sou Eu       | Ludmilla              | Funk Melody |
| 21   | Céu de São Paulo      | João Bosco & Vinícius | Sertanejo   |
| 28   | Ao Vivo no Ibirapuera | Bruninho & Davi       | Sertanejo   |
| 28   | Live                  | Simone & Simaria      | Sertanejo   |

### Novembro
| Data | Álbum             | Artista                                | Gênero(s)                   |
| ---- | ----------------- | -------------------------------------- | --------------------------- |
| 4    | 1977              | Luan Santana                           | Sertanejo, pop              |
| 4    | Delírio no Circo  | Roberta Sá                             | Samba, MPB                  |
| 4    | Sua Arte          | Renato Vianna                          | pop                         |
| 10   | Jardim - Pomar    | Nando Reis                             | Pop rock, Rock              |
| 11   | 10 Anos           | Jorge & Mateus                         | Sertanejo                   |
| 11   | Clássico          | Bruno & Marrone & Chitãozinho & Xororó | Sertanejo                   |
| 11   | Sou Filho da Lua  | Mc Guimê                               | Funk paulista               |
| 18   | #JuntosComBCC     | Breno & Caio Cesar                     | Sertanejo universitário     |
| 18   | Aventuras II      | BLITZ                                  | Rock                        |
| 20   | Imersão           | Diante do Trono                        | Música cristã contemporânea |
| 25   | Cabaré Night Club | Leonardo & Eduardo Costa               | Sertanejo                   |

### Dezembro
| Data | Álbum                           | Artista                                       | Gênero(s)  |
| ---- | ------------------------------- | --------------------------------------------- | ---------- |
| 2    | Abraçar e Agradecer             | Maria Bethânia                                | MPB        |
| 2    | Dois Tempos                     | Zezé Di Camargo & Luciano                     | Sertanejo  |
| 2    | Duetos                          | Victor & Leo                                  | Sertanejo  |
| 9    | Ao Vivo 15 Anos Nada Nos Separa | Psirico                                       | Axé        |
| 9    | O Grande Encontro 20 Anos       | Alceu Valença, Elba Ramalho & Geraldo Azevedo | MPB, Forró |
| 12   | Em Fases                        | Maria Cecília & Rodolfo                       | Sertanejo  |
| 16   | Fs Studio Sessions: Vol. 2      | Fernando & Sorocaba                           | Sertanejo  |